# ワールド・シンフォニア
『ワールド・シンフォニア』（World Sinfonia）は、アメリカ合衆国のギタリスト、アル・ディ・メオラが1991年に発表したスタジオ・アルバム。ディ・メオラがタンゴからの影響を反映したアコースティック・ユニット、ワールド・シンフォニアとしての初の作品である。

## 背景
アルト・トゥンクボヤシアン（アルメニア出身）、ガンビ・オーティス（キューバ出身）、クリス・キャリントン（ベネズエラ出身）、ディノ・サルーシ（アルゼンチン出身）を迎えた多国籍ユニットとなった。アストル・ピアソラのカヴァーや、ピアソラに捧げたオリジナル曲も含まれているが、ディ・メオラは『ロサンゼルス・タイムズ』紙のインタビューにおいて、本作の音楽性は伝統的なタンゴとは「リズムが異なる」と説明している。
チック・コリア作の「ノー・ミステリー」は、ディ・メオラがかつて在籍していたリターン・トゥ・フォーエヴァーのアルバム『ノー・ミステリー』（1975年）からの曲の再演で、ディ・メオラは前述のインタビューにおいて「'No Mystery'はアップビートだけど、同時にとても感傷的なセクションもあって、バンドネオンがそのムードをうまく伝えてくれている」と語っている。

## 反響・評価
アメリカの『ビルボード』では、コンテンポラリー・ジャズ・アルバム・チャートで10位を記録した。アレックス・ヘンダーソンはオールミュージックにおいて5点満点中4.5点を付け「長年ワールド・ミュージックを愛好してきたディ・メオラは、南米、スパニッシュ、中東の要素を組み込みつつ、アルゼンチン・タンゴを最優先させた」と評している。

## 収録曲
1. パペチュアル・エモーション - "Perpetual Emotion" (Al Di Meola) - 3:32
2. オリエント・ブルー - "Orient Blue" (A. Di Meola) - 2:58
3. タンゴ組曲 パート1 - "Tango Suite Part I" (Astor Piazzolla) - 8:48
4. タンゴ組曲 パート3 - "Tango Suite Part III" (A. Piazzolla) - 8:50
5. フォーリング・グレイス - "Falling Grace" (Steve Swallow) - 4:22
6. アストル・ピアソラに捧ぐラスト・タンゴ - "Last Tango for Astor" (A. Di Meola) - 6:20
7. ノー・ミステリー - "No Mystery" (Chick Corea) - 12:37
8. ラストリン - "Lustrine" (Dino Saluzzi) - 9:12
9. リトル・カテドラル - "Little Cathedral" (A. Di Meola, Augustin Barrios) - 1:45
10. ラ・カテドラル - "La Cathedral" (A. Barrios) - 4:37

## 参加ミュージシャン
- アル・ディ・メオラ - アコースティック・ギター
- クリス・キャリントン - クラシック・ギター
- ディノ・サルーシ - バンドネオン
- アルト・トゥンクボヤシアン - パーカッション、ボイス
- ガンビ・オーティス - コンガ、パーカッション